# WWE Raw Reunion
WWE Raw Reunion fue un especial de televisión que se transmitió en vivo el 22 de julio de 2019, transmitido en el canal televisivo estadounidense USA Network, donde la principal característica es la reunión de varios luchadores y luchadoras que fueron parte de WWE.
El evento se llevó a cabo en Tampa, Florida, en el Amalie Arena. El evento presentó varios miembros del Salón de la Fama de WWE así como leyendas del pasado.

## Antecedentes
En Extreme Rules, se anunció el show especial de Raw denominado "Raw Reunion", el cual se llevaría a cabo el 22 de julio, donde se anunció la participación de exluchadores de WWE dentro del programa. Los primeros confirmados fueron Hulk Hogan, Stone Cold Steve Austin, Ric Flair, Shawn Michaels y Mick Foley entre otros. Posteriormente, se sumaron Kurt Angle, Christian, Melina, Rikishi, Ron SImmons, Eric Bischoff, Kelly Kelly, Eve Torres y más. Se rumoraba otros nombres como el de Bret "The Hitman" Hart, The Bella Twins, Jim Ross y Bubba Ray Dudley pero éstos rechazaron la invitación por diferentes razones. Después se sumaron a la lista de asistentes, Booker T, Jerry "The King" Lawler, Lilian García y Jonathan Coachman. 

## Evento
El evento comenzó con la presentación sorpresa de John Cena (quien no había anunciado su participación), donde fue retado por The Usos (Jimmy Uso y Jey Uso) a una batalla de rap. A la vez, The Usos presentaron a su padre Rikishi para poder bailar en el ring pero fueron interrumpidos por The Revival (Dash Wilder y Scott Dawson), quienes estuvieron acompañados por D-Von Dudley, todo esto para desarrollar una lucha en parejas. Antes de la lucha entre The Usos y The Revival, se hizo presentación de Booker T como comentarista invitado.
Previamente a la lucha entre The Viking Raiders (Erik y Ivar) y Zack Ryder y Curt Hawkins, se hizo presentación de Christian como comentarista invitado, y de Lilian García como anunciadora especial.
En el segmento MizTV, The Miz entrevistó a Seth Rollins pero fue interrumpido por Paul Heyman, todo esto en vías a SummerSlam. Posteriormente, Rollins se enfrentaría a AJ Styles.
Previamente a la lucha entre Sami Zayn y Rey Mysterio, se tuvo la reaparición de Jonathan Coachman como comentarista especial. Durante la lucha, se tuvo la presencia de Kurt Angle, The Hurricane, Sgt. Slaughter y el sorpresivo regreso de Rob Van Dam, todo esto para frenar la huida de Zayn frente a Mysterio.
Se hizo presentación de la entonces Campeona 24/7 de WWE Alundra Blayze, quien apareció a lado de los comentaristas Michael Cole, Corey Graves y Renee Young solo para colocar el título en un bote de basura (tal como lo había hecho en 1995 en WCW) pero fue interrumpida por Ted DiBiase, quien le propuso comprarle el título, a lo que Blayze aceptó, siendo DiBiase el nuevo Campeón 24/7 de WWE.
Antes de la lucha entre Seth Rollins y AJ Styles, se presentó a Jerry "The King" Lawler como comentarista especial. Durante la lucha, Gallows y Anderson intentaron atacar a Rollins pero fueron detenidos por D-Generation X (Triple H y Shawn Michaels). Al causar la descalificación en la lucha, Rollins, Triple H y Michaels confrontaron a Styles, Gallows y Anderson pero The New Age Outlaws (Road Dogg y Billy Gunn), X-Pac y nWo (Kevin Nash y Razor Ramon) salieron a ayudar a Rollins.
Asimismo, se presentó un segmento especial junto a Mick Foley, quien rememoraba el momento en que ganó el Campeonato de la WWE en 1999 pero fue interrumpido por "The Fiend" Bray Wyatt, quien lo atacó con un Mandible Claw.
En el segmento A Moment of Bliss, Alexa Bliss entrevistaba a Becky Lynch junto a Nikki Cross pero fue interrumpida por Natalya, con quien tuvo una serie de ataques continuos.
En el main event, el primero en aparecer es Ric Flair, quien aparece con todos los demás invitados. El anfitrión es Hulk Hogan, quien da las palabras de agradecimiento a sus compañeros, amigos y al público. A esto, le prosiguió Stone Cold Steve Austin, quien dio las palabras de despedida para el evento, sin antes llamar a todos los invitados a celebrar dentro del ring.

## Segmentos tras bastidores
Después del segmento de John Cena, se encontró a Hulk Hogan tras bastidores junto a Jimmy "The Mouth of the South" Hart.
Pasado el encuentro, apareció Alicia Fox junto a Dana Brooke, donde en esa reunión, se les une Kaitlyn, Torrie Wilson y Santino Marella, los cuales fueron interrumpidos por Drew McIntyre, quien se dirigía a su encuentro con Cedric Alexander.
Durante una entrevista de Charly Caruso a R-Truth junto a Carmella, se mostró que éste retuvo el título ante The Hurricane y Drake Maverick durante la ComicCon. Mientras se daba la entrevista, Renee Michelle sale a reclamar a Truth por lo sucedido con Maverick pero sorpresivamente Maverick sale para cubrir a Truth y ganar el título por tercera vez. Al finalizar la entrevista, apareció The Godfather para celebrar junto a Charly.
En los vestidores, Maverick fue distraído por The Boogeyman, quien se presentó inesperadamente. Esto haría que Pat Patterson atacara a Maverick solo para derrotarlo y ganar el Campeonato 24/7.
Después de la victoria de The Viking Raiders (Erik y Ivar) sobre Zack Ryder y Curt Hawkins. Aparecen varios luchadores y leyendas en una salón de descanso, entre ellos Alicia Fox, Jimmy Hart, Kaitlyn, Torrie Wilson, Santino Marella y el regreso de Jillian Hall a WWE después de 9 años. En este segmento, se ve a Mike Kanellis discutiendo con Maria Kanellis, discusión en la que toman parte Eric Bischoff y Eve Torres. Antes de finalizar, aparece Ron Simmons, quien usando un megáfono, terminó el segmento con su clásico ¡DAMN!.
Tras los comerciales, se ve a AJ Styles, Luke Gallows y Karl Anderson, reformando su stable The Club, denominándose ahora como "The O.C" ("The Official, The Original, The Only Club that Matters"). Al mismo tiempo, se ve a Patterson que fue derrotado por Gerald Brisco, ganando éste el Campeonato 24/7 pero lo perdería rápidamente ante Kelly Kelly, quien lo atacó a traición para ser la primera mujer en ganar el título.
Nuevamente se ve el salón de descanso donde Charly Caruso sale a entrevistar a Jimmy Hart, Jillian Hall, Torrie Wilson y Rikishi entre otros pero Sami Zayn salió para interrumpirlos, aunque luego aparece Rey Mysterio para confrontarlo. Al final, apareció Kurt Angle para sugerir que ambos debían de solucionar sus problemas en el ring.
A la vez, Kelly Kelly salió celebrando su victoria por el Campeonato 24/7 donde en su camino, se encontró a Candice Michelle y Melina quienes hacían su regreso a WWE, acompañadas por Naomi, solo para perderlo ante Michelle. Minutos después, Michelle también perdería el título ante Alundra Blayze por sumisión. En ambos encuentros, Melina fungió como árbitro especial.
Al finaliza la lucha entre Mysterio y Zayn, en el estacionamiento, se ve a Ric Flair llegar en una limusina.
Tras los comerciales, aparecen los Campeones en Parejas de NXT The Street Profits (Angelo Dawkins y Montez Ford) comentando la llegada de varios luchadores del ayer. Después de la lucha entre Rollins y Styles, se mostró a Mark Henry y a Mick Foley tras bastidores.
Después del segmento de Alexa Bliss, se ve a Maverick exhausto pero en su intento de subir a la limusina coon su esposa Renee Michelle, R-Truth llega para cubrirlo con ayuda de Carmella y ganar el título por duodécima vez, e inmediatamente huye en la limusina.

## Segmentos del Campeonato 24/7 de WWE
Los segmentos basados en el Campeonato 24/7 de la WWE se formaron en distintas situaciones durante la emisión. El campeonato cambió de manos en ocho ocasiones:
- R-Truth perdió el título ante Drake Maverick mientras era entrevistado por Charly Caruso con ayuda de Renee Michelle.
- Maverick perdió el título ante Pat Patterson después de que fuese distraído por The Boogeyman. Como consecuencia, Patterson se convirtió en el campeón más longevo de la historia de WWE, al ganarlo a sus 78 años de edad.
- Patterson perdió el título ante Gerald Brisco después de que Brisco lo atacara tras escenarios.
- Brisco perdió el título ante Kelly Kelly luego de atacar a traición a Brisco. A causa de esto, Kelly Kelly fue la primera mujer en ganar el Campeonato 24/7.
- Kelly Kelly perdió el título ante Candice Michelle, con Melina como árbitro especial.
- Michelle perdió el título ante Alundra Blayze por sumisión, donde Melina nuevamente estuvo como árbitro especial.
- Blayze renunció al título al entregárselo a Ted DiBiase a cambio de dinero.
- DiBiase perdió el título ante Maverick después de que lo cubriera dentro de su limusina.
- Maverick perdió el título ante R-Truth después de que lo cubriera en el estacionamiento con ayuda de Carmella.

## Resultados
- The Usos (Jimmy Uso & Jey Uso) (con Rikishi) derrotaron a los Campeones en 
Pareja de Raw The Revival (Dash Wilder & Scott Dawson) (con D-Von Dudley)
  - Jey cubrió a Dawson después de un «Uso Splash».
  - Los Campeonatos en Pareja de Raw de The Revival no estuvieron en juego.
  - Esta lucha contó con la participación de Booker T como comentarista invitado.
- La lucha entre Cedric Alexander y Drew McIntyre no se llevó a cabo.
  - La lucha no se llevó a cabo debido a que McIntyre atacó a Alexander antes de iniciar la lucha.
- The Viking Raiders (Erik & Ivar) derrotaron a Zack Ryder & Curt Hawkins
  - Erik cubrió a Hawkins después de un «Viking Experience».
  - Esta lucha contó con la participación de Christian como comentarista invitado y de Lilian García como anunciadora especial.
- Roman Reigns derrotó a Samoa Joe.
  - Reigns cubrió a Joe después de un «Spear».
- Rey Mysterio derrotó a Sami Zayn.
  - Mysterio cubrió a Zayn después de un «Frog Splash».
  - Durante la lucha, Kurt Angle, The Hurricane, Sgt. Slaughter y Rob Van Dam interfirieron a favor de Mysterio.
- Seth Rollins derrotó al Campeón de los Estados Unidos AJ Styles (con Luke Gallows & Karl Anderson) por descalificación.
  - Styles fue descalificado después de Gallows & Anderson atacaran a Rollins.
  - Durante la lucha, Gallows & Anderson interfirieron a favor de Styles mientras que D-Generation X (Triple H & Shawn Michaels) interfirieron a favor de Rollins.
  - Después de la lucha, Rollins, Triple H y Michaels confrontaron a The O.C. pero The New Age Outlaws, X-Pac y nWo (Kevin Nash & Razor Ramon) salieron a ayudar a Rollins, para luego celebrar.
  - El Campeonato de los Estados Unidos de Styles no estuvo en juego.
- Braun Strowman derrotó a Randy Rowe.
  - Strowman cubrió a Rowe después de un «Chokeslam».